# 최승훈 (성우)
최승훈(1981년 9월 30일~)은 한국의 남자 성우다. 2006년 봄 투니버스 6기 공채 성우로 데뷔했다.

## 내력
- 스스로 내성적인 성격을 극복하고자 고등학교와 대학교에 걸쳐 방송부 활동을 하였다. 환경공학과를 나왔다.[1]
- 키 175cm에 혈액형은 B형인 최승훈은 2006년 입사 당시 26세 (만 24세)로 동기 남자들 중 가장 어렸다.
- 2008년 전속 기간이 종료돼 2009년 프리랜서가 됐다.

## 출연 작품

### TV 애니메이션
- 가정교사 히트맨 리본 (투니버스) - 로크
- 개구리 중사 케로로 (투니버스) - 도쿠쿠, 로보보, 눈와와, C드래곤
- 꼬마 마법사 레미 비밀편 (투니버스) - 주성민
- 꿈빛 파티시엘 (투니버스) - 안도하
- 꿈빛 파티시엘 프로페셔널 (투니버스) - 안도하
- 너에게 닿기를 (투니버스) - 나카니시, 선생
- 노다메 칸타빌레 파리편 (애니맥스) - 테요
- 노다메 칸타빌레 피날레 (애니맥스)
- 디지몬 크로스워즈 (대원방송) - 이그니트몬
- 란마1/2 (투니버스) - 봉석
- 로젠메이든 트로이멘트 (퀴니) - 남학생
- 마기 (카툰 네트워크) - 알리바바 사르쟈
- 무인행성 서바이브 (투니버스)
- 무적 철가방 (투니버스)
- 뱀파이어 기사(애니맥스) - 아이도 하나부사
- 블리치 (투니버스) - 키라 이즈루, 바이곤
- 사랑은 콩다콩 (투니버스) - 이한누리
- 세토의 신부 (투니버스) - 미카와 카이
- 신비한 별의 쌍둥이 공주 (투니버스) - 아우라
- 신비한 별의 쌍둥이 공주 꼬옥! (투니버스) - 아우라, 힐즈
- 썸머워즈 (투니버스) - 코이소 켄지
- 안녕 자두야 (SBS, 투니버스)
- 아따맘마 (투니버스) - 꼬마아빠
- 베베데빌 (투니버스)
- 배틀짱 (투니버스) - 카구, 카바라
- 은혼 (투니버스) - 오키타 소고
- 완소! 퍼펙트 반장 (대원방송)
- 쟈니 테스트 (투니버스) - 쟈니 / 다크 베이컨
- 캐릭캐릭 체인지 (투니버스) - 소마, 유이 아빠, 맥스
- 터닝메카드 W 미정 (KBS) - 니키
- 트리니티 블러드 (투니버스) - 알렉산드로 18세, 윌렘
- 이누야샤 4기 극장판 - 홍련의 봉래도 (투니버스) - 쿠자쿠
- 떴다! 럭키맨 (투니버스) - 나스타(슈퍼스타맨)(후기) / 영웅협회회장 / 집사 / 요리사맨 / 세뇌선생맨
- 드래곤볼 Z (투니버스) - 계왕신
- 결계사 (투니버스) - 이치가야 토모노리 / 요비 / 감시자 / 히스이 / 세키야 / 라이조 / 카게야마 센
- 요괴인간 타요마 5기 (투니버스) - 아시오
- 메탈베이블레이드 (투니버스) - 타로 / 다무레
- 일지매 (SBS) - 하인
- 블레이징 틴스3 (투니버스) - 샤를
- 도모군 (투니버스) - 노랑여우
- 듀얼 레전드 제로 (재능TV) - 용호 / 바벨 / 루패트
- 듀얼 레전드 쇼크 (재능TV) - 용호
- 와라! 편의점 (투니버스) - 강민준
- 프랭키와 친구들 (KBS)
- 우주에서 온 모자코 (애니맥스) - 성구 / 모몬자
- 얼렁뚱땅 반쪽이네 (재능TV) - 레레레 아저씨
- 도쿄 매그니튜드 8.0 (투니버스) - 켄토
- 메이저 극장판 - 우정의 강속구 (투니버스) - 민한결
- 스켓 댄스 (투니버스) - 서의찬, 강준수
- 오늘부터 마왕 (애니맥스) - 앙트완느
- 명탐정 코난 (투니버스, 애니맥스) - 남준호
- 레터비 (투니버스) - 모크
- 쾌걸 조로리 (투니버스) - 육식
- 꿈의 크레용 왕국 (투니버스) - 하양대신
- 우주인 타로 (투니버스) - 외국인
- 내일의 나쟈 (투니버스) - 비앙코
- 츠바사 크로니클 (투니버스) - 부하
- 음양대전기 (투니버스) - 투신사3
- 뷰티풀 조 (투니버스)
- 달려라 이다텐 (투니버스) - 부하3
- 록맨 에그제 스트림 (투니버스) - 경비원
- 따끈따끈 베이커리 (투니버스) - 남자2
- 사무라이 참프루 (투니버스) - 무사4
- 닌자펭귄 땡글이 (투니버스) - 사육사
- 오란고교 사교클럽 (투니버스) - 스즈시마 토오루
- 메르헤븐 (투니버스) - 알비스 / 소년
- 나루토 질풍전 (투니버스) - 유우라, 우타카타
- 토리코 (카툰네트워크) - 타키마루
- 드래곤볼GT (투니버스) - 계왕신
- 유유백서 (대원방송) - 진
- 말짱 꽝돌이 (투니버스) - 블랙 코브라단2
- 홀리의 신비한 여행 (챔프) - 투투
- 미소의 세상 스페셜 (투니버스)
- 럭키프레드 (투니버스) - 에디, 로버트
- 중2병이라도 사랑이 하고 싶어 (애니맥스) - 토가시 유타
- 테니스의 왕자 (투니버스) - 유타
- 지켜줘 롤리팝 (투니버스) - 제로
- 웨딩피치 (투니버스) - 카이
- 메탈베이블레이드 제로G (재능TV) - 류 / 캔
- 탐험 드리랜드 (투니버스) - 로한
- 은하로 킥오프 (애니맥스) - 양정우
- 건담 빌드 파이터즈 (애니맥스) - 엘런
- 건담 빌드 파이터즈 트라이 (애니맥스) - 윌프리드, 엘런
- 카레이도 스타 OVA 불사조의 전설 (투니버스) - 남자4
- 스타워즈 - 요다의 비밀이야기 (투니버스) - 라코
- 세인트 세이야 오메가 (재능TV) - 레이
- 싱싱초밥단 코부시 (투니버스) - 타랑
- 최강! 탑플레이트 (SBS) - 한비류
- 어린 왕자 (EBS) - 어린 왕자
- 파페포포 (SBS) - 파페
- 포켓몬스터 XY (투니버스) - 니콜라
- 마법돼지 핑키 (투니버스) - 미노
- 도날드 덕 가족의 모험 (디즈니 채널) - 루이
- 오소마츠 6쌍둥이 (대원방송) - 쥬시마츠
- 괴도 조커 (카툰네트워크) - 빌리디언
- 신비아파트 시리즈 (투니버스) - 이안
- 히어로스쿨Z - 미
- 캐치! 티니핑 (KBS) - 플라핑
- 캐치! 티니핑 시리즈 (JEI 재능TV) - 이안, 레이먼(3기부터)
- 뛰뛰빵빵 구조대 2 (KBS, 투니버스) - 활력스님
- 코드네임 X - 시리우스 K

### 극장용 애니메이션
- 굴뚝마을의 푸펠 - 아이 패치
- 기기괴괴 성형수 - 매니저
- 플래닛 51 - 렘
- 동쪽의 에덴 극장판 - 유우키 료
- 원피스 극장판 페스티벌 남작과 비밀의 섬 - 로크
- 나루토 질풍전 블러드 프리즌 - 무쿠
- 명탐정 코난 극장판
  - 명탐정 코난: 진홍의 연가 - 아야노코지 후지마로
  - 명탐정 코난: 침묵의 15분 - 다비, 윤영호 형사
  - 명탐정 코난: 11번째 스트라이커 - 고주영
- 극장판 썬더일레븐 GO VS 골판지 전사 W - 서백룡
- 꼬마마녀 요요와 네네 - 비하크
- 서유기: 재세요왕 - 손오공
- 원피스: 스트롱 월드/원피스 극장판 Z - 브룩
- 코코 - 파파 엔리크, 펠리페 할아버지, 창구 직원
- 하이큐!! 끝과 시작 - 니시노야 유우
- 하이큐!! 승자와 패자 - 니시노야 유우
- 극장판 요괴워치: 섀도우 사이드 도깨비 왕의 부활 - 주탄동자
- 극장판 요괴워치: FOREVER FRIENDS - 주탄동자

### 특수촬영 드라마
- 가면라이더 파이즈 (투니버스) - 오르페노크
- 자이언트 세이버 (투니버스) - 오대지, 죠/스카이 썬더
- 파워레인저 고버스터즈 (챔프) - 재키(레드 버스터) (스즈키 카츠히로)
- 스페이스 가디언 (투니버스)-딜런(스페이스 가디언 레드)
- 가면라이더 빌드 - 장래오(가면라이더 빌드), 고봉수
- 엑스가리온 - 꼬꼬몬

### 영화
- 삼국지 극장판 (CHING) - 방덕 (전상)

### 외화
- 33분 탐정 (투니버스) - 범인
- 명탐정 코난 드라마스페셜 : 남도일에게 보내는 도전장 (투니버스) - 남학생3
- 세이디 (투니버스) - 커트 (로난 카터)

### 웹투니메이션
- 와라! 편의점 The animation (네이버 만화) - 강민준
- 들어는 보았나! 질풍기획 - 박팔만 차장
- 놓지마 정신줄 - 남훈

### 게임
- 타르타로스 온라인 - 애그리트, 브린들, 인간장교, 바론
- 스타 프로젝트 온라인 - 정윤
- 마비노기 챕터4 셰익스피어 G14 : 로미오와 줄리엣 - 로미오
- 웬디의 네버랜드 - 투들스
- 네임리스 - 시온
- 짱구는 못말려 (닌텐도)
- 메이플 스토리 - 알파
- 음양사- 카미쿠이, 요악사
- 테일즈런너 - 손오공
- 클로저스 - 나타
- 던전 앤 파이터 - 붉은 다리 알케토, 아서, 달무지개 에이크, 오메가 가디언
- 리그 오브 레전드 - 알리스타
- 파이널 판타지 14 - 오르슈팡
- 오버워치 - 바티스트
- 애프터라이프 - 데이
- 원신- 다이루크
- 쿠키런: 킹덤 - 용사맛 쿠키
- 사이퍼즈 - 흑영의 테이
- 세븐나이츠 - 에반

### 내레이션
- M.net - M.net Scandal
- M.net - Super Idol Chart (슈퍼 아이돌 차트)

### CF
- 남양유업 프렌치카페 카페믹스 선택이유 편

### 오디오 드라마
- THE SENTIMENTAL REASON(ACO) - 윤이현(윤이사)
- Let There Be Love(ACO) - 윤이현(윤이사)
- 나는 그 사람을 사랑했다(ACO) - 혁민
- 고백(ACO) - 정은기
- 닮은사람(ssoop) - 유정현
- Eargasm Collection Vol.1 1人 3色(ACO)
- The Jara Vol.15(夜海)
- 순애보(純愛普)(diivaa) - 아빠
- 비마중(夜海) - 김덕희
- 밀애(ACO) - 여중희
- 반칙(ACO) - 주하원

### 방송
- 공통점을 찾아라 (SBS)
- 켠김에 왕까지 (온게임넷)

### 이벤트
- Sweet time Sweet voice(STSV)